# 프로젝트 리얼리티
프로젝트 리얼리티(Project Reality)는 제병 협동과 전술성을 강조하는 1인칭 슈팅 게임이다. 팀워크와 협동을 바탕으로 한 현실에 가까운 게임플레이를 지향한다. 처음에 프로젝트 리얼리티: BF2는 2005년에 발매된 배틀필드 2의 모드로 개발됐다. 개발이 점차 진행되면서 2015년에 독립적인 게임이 되었다.
그 외에 2011년 베타버전이 나온 아르마 2의 모드인 프로젝트 리얼리티도 있다. 개발이 진행되면서 이 모드는 2013년에 아르마 3로 옮겨졌다. 2015년 9월 아르마3의 프로젝트 리얼리티는 개발이 중단되었다.
언리얼 엔진 4를 이용해 프로젝트 리얼리티의 게임성을 본뜬 상용 슈팅 게임인 스쿼드가 출시되기도 했다.

## 프로젝트 리얼리티: BF2

### 게임 모드
프로젝트 리얼리티: BF2(이하 PR)의 게임모드는, 인간 플레이어들과 같은 팀으로 AI 팀을 상대하는 Cooperation과, 인간 팀 대 인간 팀으로 플레이하는 Deployment가 있다. PR은 사용자끼리의 대전에 초점이 맞추어진 게임이므로 플레이어들은 주로 Deployment를 하게 된다.
Deployment에는 다섯 가지 세부 모드가 있다. 이 중 대표적인 모드는 Advance and Secure와 Insurgency이다. Skirmish를 제외한 모든 모드가 대부분 50 대 50의 대규모 전투가 가능한 맵들로 구성되어 있다. 간혹 32 대 32 또는 100 대 100을 하는 경우가 있지만 이는 드물다.
- Advance and Secure(AAS): 배틀필드 2의 점령전과 비슷하다. 양 팀 플레이어들은 지도상의 특정 지점들을 순서에 따라 점령해 나가야 한다. 대부분의 맵들이 정규군과 정규군의 싸움으로 디자인되어 있다. 간혹 정규군과 비정규군 간 전투를 소재로 하는 맵도 있다.
- Insurgency(INS): 전부 정규군과 비정규군(또는 반란세력)의 싸움을 소재로 한다. 비정규군은 상대팀의 점수(티켓)가 다 떨어질 때까지 숨겨진 무기 저장소들을 지켜야하고, 정규군은 점수(티켓)를 다 잃기 전에 이를 파괴해야 한다.
- Command and control: AAS의 맵들에서 게임이 진행된다. 그러나 미리 지정된 점령 목표지점이 없고, 양 팀이 각자 원하는 장소에 Foward Operation Base(FOB)를 하나 지은 다음, 이것을 방어하거나 공격해야하는 모드이다. FOB를 방어하는 데 실패하면, 다시 임의의 장소에 FOB를 짓기 전까지 해당 팀의 점수가 깎이기 시작한다.
- Vehicle Warfare: AAS의 맵들에서, 차량, 항공기 위주로 전투가 진행될 수 있게 만든 모드
- Skirmish: 상기 모드들에서 쓰이는 맵의 일부분만 사용하며, 8대 8 또는 16 대 16의 소규모 보병전을 하게끔 만들어진 모드.

### 버전 역사
| 1.0 (2013-07-31 업데이트) 팩션 추가 - 프랑스군, 아프리카 저항군(ARF) - 베트남전 시기 미 해병대, 미 육군, 북베트남 육군(NVA) 맵 추가 - Dovre (2km) (독일군 : 러시아군) - Hill 488 (1km) (미군 : 북베트남군) - Khamisiyah (4km) (미 해병대/육군 : 중동군) - Saaremaa (4km) (미 해병대 : 러시아군) - Wanda Shan (4km) (독일군 : 중국군) - Xiangshan (4km) (프랑스군 : 중국군) - Operation Barracuda, Tad Sae Offensive의 베트남전 버전 게임플레이 - 소형 보급상자 추가 - 진지, 무기 저장소, 잠긴 문 폭파용 폭약 추가 - 차량 일부분만 고장날 수 있도록 변경 - 얕은 물에서 부상병을 소생시킬 수 있도록 변경 - 보급 상자가 대구경 무기, 폭약, 수류탄, 산탄총에 의해 파괴될 수 있게 변경 - 개인호가 박격포 공격을 더 잘 방어할 수 있게 변경 - 수송 트럭의 대형 보급상자 하나 당 간편조립교 하나를 설치할 수 있게 변경 - 야전삽으로 부비트랩을 해체할 수 있게 변경 - 무인정찰기가 기지에서 더 빨리 이륙하도록 변경 - 항공기의 플레어로 대공 미사일을 더 잘 피할 수 있게 변경 - 의무병이 소지한 필드 드레싱 수를 여섯 개로 줄임 - 설치된 총기를 사용할 경우 화면 오른쪽 하단에 총열 과열 정도가 나오게 변경 - 중기관총 사수(Machine Gunner) 추가 - 감적수(Spotter) 추가 탈 것 추가 - Coyote 보병수송장갑차 (캐나다군) - CF-18/F/A-18 Strike Fighter / Light Attack Jet (캐나다군, 미 해병대) - Mi-17 헬기 (중국군용 따로 추가) - Q-5 Fantan 공격기 (중국군) - Type 86G 보병전투차 (중국군) - WZ550 대전차미사일 차량, WZ551B 30mm 차량 (중국군) - Zastava 밴 (시민 차량) - Zhi-9B 경 수송헬기, Zhi-9WA 경 공격헬기 (중국군) - AMX-10RC 장갑 정찰차 (프랑스군) - AS565 MB Panther 경 수송헬기 (프랑스군) - GBC 180 트럭 (프랑스군) - 르클레르 주력 전차 (프랑스군) - 로켓 테크니컬 (반란세력, 민병대) - BMP-2, BMP-2M 보병전투차 (중동군, 러시아군) - Mi-24P Hind-F 중형 공격 헬기, Mi-24V Hind-E 수송 및 공격 헬기 (중동군, 러시아군) - Su-22 Fitter 공격기 (중동군) - Su-27 Flanker, Su-34 Fullback, Su-39 Frogfoot (러시아군) - BMP-1 보병전투차 (민병대) - M67 "Zippo" 화염방사기 전차 (베트남전 미군) - M1114 장갑 강화 험비 (미군) - MK-19 장착 스트라이커 장갑차 (미 육군) - MV-22 오스프리 수송헬기 - 기존의 M240이 달린 것 외에 M134 미니건이 장착된 블랙호크 수송헬기 |
| 1.1 (2014-01-03 업데이트) 효과 - 현실적인 AP탄 폭발 효과 추가 - 조명지뢰에 dynamic light 효과 추가 - 야간, 새벽 맵에서 사격 시 번쩍거림 효과 추가 - 카빈, 소총, 기관총 사격 시 총구 연기 더 추가 - 모든 로켓 발사기 사용 시 연기가 나오도록 함. - C4 폭발 효과 개선 - 진흙이나 모래에 총알이 맞을 경우 이펙트가 덜 보이도록 함. - 콘크리트에 총알이 맞을 경우 좀더 랜덤하게 파편이 튀도록 함. - 모래 위에서 탱크가 지나갈 때 효과 변경 음향 - 25mm 장거리 사격 시 음향 추가 - L85, L86 총기 음향 추가 - BMP-1 엔진음 변경 - FAMAS 장전 소리 변경 - M240 총기 음향 변경 게임플레이 - 교량 데미지 모델 수정 - 파편에 의해 신체가 관통되도록 변경. 두꺼운 방탄복을 입은 경우는 관통을 막을수도 있음. - 물에서 총알 관통력 향상 - 무인정찰기를 통해 레이저 타게팅을 할 수 없도록 변경 차량 - BMP-2M에 열감지 카메라 추가 - GBC-180 F3 출입구 수정 - MTLB 전면 장갑 수정 - VBCI가 수중에서 데미지를 입던 버그 수정 - ZPU-4 장갑 하향 - 차량 작동 불능 상태 업데이트 - Su-25, Su-39, A-10 장갑 상향 - Type 95 SPAAG, 퉁구스카 과열 옵션 변경 무기 - ATGM 발사 후 약간씩 회전하게 하여 명중률이 감소하도록 변경 - 몇몇 급조폭발물이 전초기지를 파괴할 수 없던 버그 수정 - 영국군 NLAW가 잘못된 반동, 집탄율을 보이던 버그 수정 - ZPU-4가 장갑 차량들에 대해 가지는 데미지 수정 - AK-74, AK-74M 반동 감소 - 항공기에 대한 소화기 데미지 감소 - 대전차 지뢰가 장갑차량을 즉시 폭파시키지 않도록 변경 - 산탄총 사거리를 현실에 맞게 변경 - 경 대전차로켓이 경 장갑차량에 대해 가지는 데미지 상향 - 경기관총 반동 증가 - RPG-7 정확도 향상 |

## 참고 자료
- “Project Reality 1.5 Manual”. 2018년 2월 3일에 원본 문서에서 보존된 문서. 2018년 2월 11일에 확인함.